# Taryn Manning
Taryn Manning (Tucson, 6 novembre 1978) è un'attrice statunitense.

## Biografia
Nata a Tucson, in Arizona da Sharyn e Bill Manning, si trasferì a Los Alamitos, in California, dove frequentò la "Orange County High School of the Arts". È la cantante del duo pop elettronico Boomkat.

## Filmografia

### Cinema
- Speedway Junky, regia di Nickolas Perry (1999) - non accreditata
- The Specials, regia di Craig Mazin (2000)
- Crazy/Beautiful, regia di John Stockwell (2001)
- Crossroads - Le strade della vita (Crossorads), regia di Tamra Davis (2002)
- 8 Mile, regia di Curtis Hanson (2002)
- White Oleander, regia di Peter Kosminsky (2002)
- Ritorno a Cold Mountain (Cold Mountain), regia di Anthony Minghella (2003)
- Dandelion, regia di Mark Milgard (2004)
- I segreti per farla innamorare (Lucky 13), regia di Chris Hall (2005)
- Hustle & Flow - Il colore della musica (Hustle & Flowi), regia di Craig Brewer (2005)
- Sballati d'amore - A Lot Like Love (A Lot Like Love), regia di Nigel Cole (2005)
- Unbeatable Harold, regia di Ari Palitz (2006)
- The Breed - La razza del male (The Breed), regia di Nicholas Mastandrea (2006)
- Weirdsville, regia di Allan Moyle (2007)
- Cult, regia di Joe Knee (2007)
- After Sex - Dopo il sesso (After Sex), regia di Eric Amadio (2007)
- Jack and Jill vs. the World, regia di Vanessa Parise (2008)
- Your Name Here, regia di Matthew Wilder (2008)
- Kill Theory, regia di Chris Moore (2009)
- The Perfect Age of Rock 'n' Roll, regia di Scott Rosenbaum (2009)
- Devil's Tomb - A caccia del diavolo (The Devil's Tomb), regia di Jason Connery (2009)
- The Job, regia di Shem Bitterman (2009)
- Waking Madison, regia di Katherine Brooks (2010)
- Redemtion Road, regia di Mario Van Peebles (2010)
- Love Ranch, regia di Taylor Hackford (2010)
- Groupie, regia di Mark L. Lester (2010)
- The Speed of Thought, regia di Evan Oppenheimer (2011)
- Heaven's Rain, regia di Paul Brown (2011)
- All American Christmas Carol, regia di Ron Carlson (2013)
- Low Down, regia di Jeff Preiss (2014)
- A Winter Rose, regia di Riz Story (2014)
- Experimenter, regia di Michael Almereyda (2015)
- A Light Beneath Their Feet, regia di Valerie Weiss (2015)
- #Horror, regia di Tara Subkoff (2015)
- The Vault, regia di Dan Bush (2017)
- Karen, regia di Coke Daniels (2021)

### Televisione
- All That - serie TV, episodio 9x11 (1994)
- The Practice - Professione avvocati (The Practice) - serie TV, episodio 3x14 (1999)
- Come On, Get Happy: The Partridge Family Story, regia di David Burton Morris - film TV (1999)
- Get Real - serie TV, 9 episodi (1999-2000)
- Pacific Blue - serie TV, episodio 5x21 (2000)
- Kiss Tomorrow Goodbye, regia di Jason Priestley - film TV (2000)
- Popular - serie TV, episodio 2x08 (2000)
- N.Y.P.D. - serie TV, episodio 8x09 (2001)
- Boston Public - serie TV, episodio 2x05 (2001)
- The Twilight Zone - serie TV, episodio 1x26 (2003)
- CSI: Miami - serie TV, 3x17 (2005)
- Banshee, regia di Kari Skogland - film TV (2006)
- Drive - miniserie TV, 7 episodi (2007)
- Viva Laughlin - serie TV, episodio 1x02 (2007)
- Sons of Anarchy - serie TV, 7 episodi (2008-2010)
- Hawaii Five-0 - serie TV, 7 episodi (2010-2013)
- Law & Order - Unità vittime speciali (Law & Order: Special Victims Unit) - serie TV, episodio 12x12 (2011)
- Zombie Apocalypse, regia di Nick Lyon - film TV (2011)
- The Unknown - serie TV, episodio 1x06 (2012)
- Burn Notice - Duro a morire (Burn Notice) - serie TV, episodio 6x02 (2012)
- Orange Is the New Black - serie TV, 60 episodi (2013-2019)
- Il mostro di Cleveland (Cleveland Abduction), regia di Alex Kalymnios - film TV (2015)

### Video musicali
- 2007 – Rockstar – Nickelback
- 2008 – The Weight of Her – Butch Walker
- 2012 – 50 Ways to Say Goodbye – Train
- 2012 – Spectrum – Zedd

## Doppiatrici italiane
- Domitilla D'Amico in CSI: Miami, Law & Order - Unità vittime speciali
- Tatiana Dessi in The Breed - La razza del male, Burn Notice - Duro a morire
- Roberta Maraini in Jack e Jill, Devil's Tomb - A caccia del diavolo
- Federica De Bortoli in 8 Mile
- Chiara Colizzi in Crazy/Beautiful
- Valentina Mari in Sons of Anarchy
- Claudia Pittelli in Crossroads - Le strade della vita
- Milva Bonacini in Zombie Apocalypse
- Laura Latini in Hawaii Five-0 (stagione 1)
- Monica Bertolotti in Hawaii Five-0 (episodio 2x17)
- Ilaria Latini in Hawaii Five-0 (episodi 3x07, 6x12)
- Valentina Favazza in Orange is the New Black
- Perla Liberatori in Il mostro di Cleveland
- Roberta De Roberto in The Vault